# Tránsito de Venus

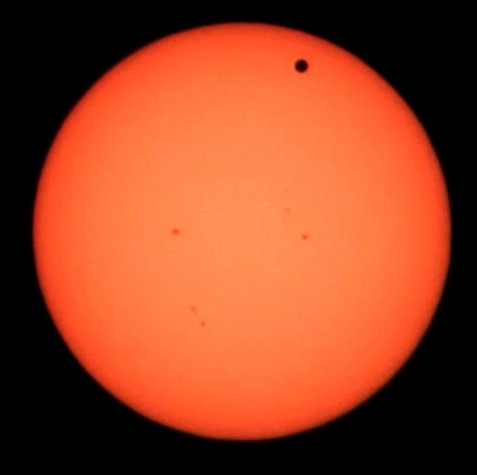
Tránsito de Venus de junio de 2012, fotografiado desde Mineápolis, Estados Unidos (44.982498 N, 93.25648 O) el 5 de junio de 2012 a las 23:00:36 UTC.

El tránsito de Venus es un evento astronómico que sucede cuando Venus pasa directamente entre el Sol y la Tierra; este hecho es análogo a los eclipses solares causados por la Luna, pero la distancia y el tamaño aparente de Venus hacen que este solo pueda verse como un pequeño punto negro que atraviesa la cara visible del Sol durante un tiempo de entre 5 y 8 horas.
Los tránsitos de Venus son uno de los eventos astronómicos predecibles más infrecuentes, pues a grandes rasgos ocurren según un patrón que se repite cada 243 años, con un par de tránsitos separados por 8 años entre sí y por más de un siglo del siguiente par. Esta periodicidad es consecuencia de que los períodos orbitales de la Tierra y Venus cumplen relaciones de conmesurabilidad de 8:13 y 243:395. En el siglo XXI tuvieron lugar tránsitos el 8 de junio de 2004 y el 5-6 de junio de 2012, y los siguientes sucederán en 2117 y 2125.
Los tránsitos de Venus tienen importancia por las mediciones e investigaciones astronómicas que han permitido realizar: históricamente, las primeras estimaciones realistas del tamaño del Sol, y de la distancia entre la Tierra y el Sol mediante el paralaje (1639), y actualmente, nuevas técnicas para la búsqueda de exoplanetas.
Para la observación de los tránsitos de Venus son necesarias las mismas precauciones que en el caso de un eclipse solar, y en particular, no mirar nunca al Sol sin los filtros solares adecuados.

## Frecuencia

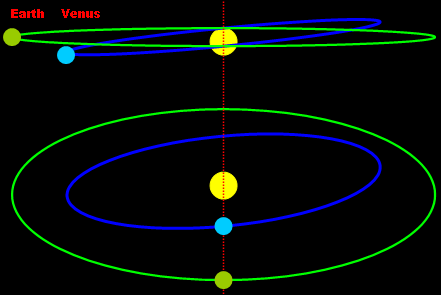
Diagrama de las órbitas de Venus y la Tierra así como el ángulo entre los planos orbitales entre las mismas.

La órbita de Venus se encuentra inclinada 3,4° respecto a la órbita de la Tierra, por lo que usualmente aparece encima o debajo del Sol durante una conjunción inferior. Los tránsitos ocurren cuando Venus alcanza la conjunción con el Sol en la cercanía de sus nodos (donde la órbita de Venus corta el plano orbital de la Tierra) y por tanto pasa directamente entre el Sol y la Tierra. Aunque la inclinación de los planos orbitales es de 3,4°, es posible que Venus esté separado hasta 9,6° en ciertas conjunciones.
Las sucesiones de los tránsitos se dan cada 243 años, pues al transcurrir este período Venus y la Tierra se encuentran casi en la misma posición de nuevo. Durante los 243 períodos siderales de la Tierra, que totalizan 88 757,3 días, Venus completa 395 períodos siderales en su órbita respectiva, la cual es de 224 701 días y que corresponden en total a 88 756,9 días terrestres. Este período corresponde a los 152 períodos orbitales de Venus.
El patrón de 105,5; 8; 121,5 y 8 años no es el único posible para un ciclo de 243 años, debido a la ligera discrepancia en los momentos en que la Tierra y Venus llegan al punto de conjunción. Antes de 1518 los patrones de los tránsitos eran de 8, 113,5 y 121,5 años, y los ocho lapsos entre tránsitos antes del ocurrido en el año 546 a. C. fueron de 121,5 años. El patrón actual continuará hasta 2846, cuando se reemplazará con un patrón de 105,5; 129,5 y 8 años. Así, aunque el ciclo de 243 años es relativamente estable, el número de tránsitos y sus períodos de separación cambian con el tiempo.
Los tránsitos en los siglos más recientes y próximos son los siguientes:
| Fecha(s) del tránsito (julianas hasta 1582) | Horas (UTC) | Horas (UTC) | Horas (UTC) | Refs.  |
| Fecha(s) del tránsito (julianas hasta 1582) | Inicio      | Mitad       | Final       | Refs.  |
| ------------------------------------------- | ----------- | ----------- | ----------- | ------ |
| 23 de noviembre de 1396                     | 15:45       | 19:27       | 23:09       | [ 11 ] |
| 25-26 de mayo de 1518                       | 22:46       | 01:56       | 05:07       | [ 12 ] |
| 23 de mayo de 1526                          | 16:12       | 19:35       | 21:48       | [ 13 ] |
| 7 de diciembre de 1631                      | 03:51       | 05:19       | 06:47       | [ 14 ] |
| 4 de diciembre de 1639                      | 14:57       | 18:25       | 21:54       | [ 15 ] |
| 6 de junio de 1761                          | 02:02       | 05:19       | 08:37       | [ 16 ] |
| 3-4 de junio de 1769                        | 19:15       | 22:25       | 01:35       | [ 17 ] |
| 9 de diciembre de 1874                      | 01:49       | 04:07       | 06:26       | [ 18 ] |
| 6 de diciembre de 1882                      | 13:57       | 17:06       | 20:15       | [ 19 ] |
| 8 de junio de 2004                          | 05:13       | 08:20       | 11:26       | [ 20 ] |
| 5-6 de junio de 2012                        | 22:09       | 01:29       | 04:49       | [ 21 ] |
| 11 de diciembre de 2117                     | 23:58       | 02:48       | 05:38       | [ 22 ] |
| 8 de diciembre de 2125                      | 13:15       | 16:01       | 18:48       | [ 23 ] |
| 11 de junio de 2247                         | 08:42       | 11:33       | 14:25       | [ 24 ] |
| 9 de junio de 2255                          | 01:08       | 04:38       | 08:08       | [ 25 ] |
| 12-13 de diciembre de 2360                  | 22:32       | 01:44       | 04:56       | [ 26 ] |
| 10 de diciembre de 2368                     | 12:29       | 14:45       | 17:01       | [ 27 ] |
| 12 de junio de 2490                         | 11:39       | 14:17       | 16:55       | [ 28 ] |
| 10 de junio de 2498                         | 03:48       | 07:25       | 11:02       | [ 29 ] |

## Los tránsitos de Venus en la Antigüedad y el Medievo

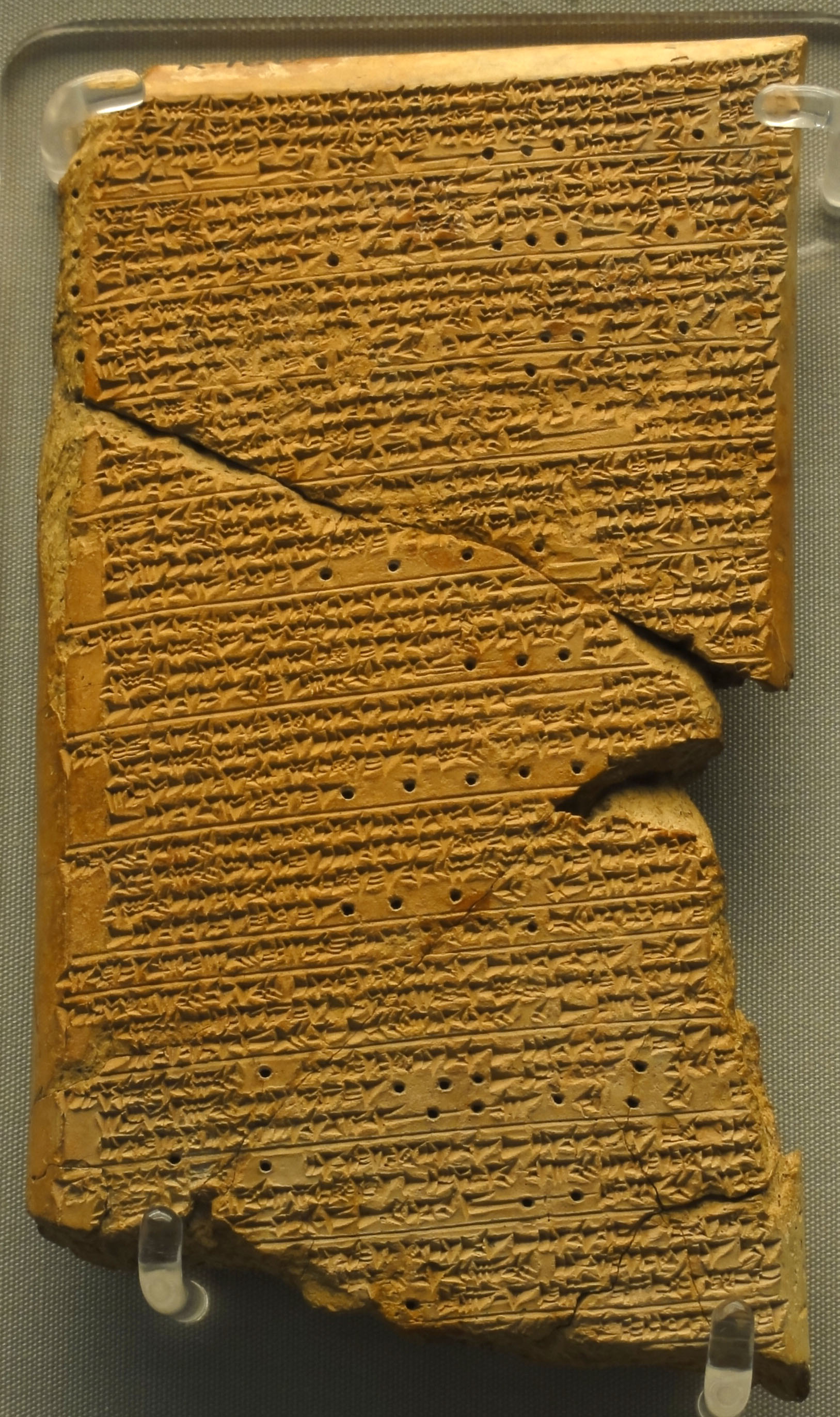
"Tableta de Venus de Ammisaduqa", tableta cuneiforme con pronósticos astrológicos procedente del período Neo-Asirio. Biblioteca de Asurbanipal.

Diversas culturas como las culturas india, griega, egipcia, babilónica, maya y china, observaron a Venus y registraron su movimiento. Los primeros griegos pensaban que las apariciones de Venus matutinas y vespertinas constituían diferentes objetos —Héspero (estrella de la tarde) y Eósforo (estrella de la mañana)— y se atribuye a Pitágoras el señalamiento de que consistían del mismo planeta. No existe ninguna evidencia de que alguna de estas culturas tuviese conocimiento de los tránsitos.
Venus fue muy importante para varias civilizaciones precolombinas, en particular para la civilización maya, quienes lo llamaron Noh Ek (gran estrella), Chac Ek ('estrella roja', pues se asociaba el color rojo al oriente), Sastal Ek ("estrella brillante") y Xux Ek ("estrella avispa"), identificándolo con alguna forma del Dios Kukulkán. En el códice de Dresde, los mayas describieron el ciclo completo de Venus; sin embargo, a pesar de su conocimiento preciso de este movimiento, no existe mención alguna de un tránsito.

## Antecedentes históricos
Johannes Kepler (1571-1630) calculó las distintas posiciones de Venus a lo largo del tiempo y predijo que cada 130 años tendrían lugar tránsitos de Venus, los dos primeros en 1631 y 1761. El tránsito de 1631 no se observó, ya que prácticamente en toda Europa tuvo lugar después de la puesta del Sol.
Jeremiah Horrocks (1617-1641), un clérigo inglés que había estudiado astronomía y matemáticas en Cambridge, recalculó la trayectoria de Venus y descubrió que habría un tránsito el 4 de diciembre de 1639.
Estaba convencido de que los datos de Philip Van Lansberg no eran correctos, considerando que Kepler predijo que no se presentaría un tránsito de Venus en 1639. Horrocks creía que el tránsito sí se presentaría, considerando las observaciones que él mismo había hecho de Venus durante años.
El día del tránsito fue domingo, según el calendario gregoriano, y en su pueblo, Hoole, Horrocks pudo observar el tránsito y deducir de sus observaciones un valor de 14 segundos para la paralaje solar o, lo que es lo mismo, que la distancia Tierra-Sol era de 95 millones de km. William Crabtree, estudioso asimismo de los nuevos métodos introducidos por Johannes Kepler, observó también el tránsito a instancias de su amigo Horrocks.
Los valores aceptados actualmente son los siguientes:
Paralaje Solar: 8,79"; distancia Tierra-Sol=149,58 millones de km
Horrocks elaboró para sí un simple helioscopio, al proyectar una imagen del sol a través de un telescopio en un pedazo de papel, en el cual pudo observar con toda seguridad una imagen del sol. Desde su ubicación en Much Hoole, calculó que el tránsito empezaría a observarse aproximadamente a las 3:00 p. m. del 24 de noviembre de 1639 del calendario juliano o el 4 de diciembre de 1639 del calendario gregoriano. El clima estuvo nublado, pero por primera vez se observó una sombra diminuta en el papel, el cual era venus, fue alrededor de las 3:15 p. m., y se pudo observar alrededor de 30 minutos antes que anocheciera. El tránsito de Venus de 1639 también fue observado por su amigo y corresponsal, William Crabtree, desde su casa en Broughton, cerca de Mánchester.
Las observaciones de Horrocks le permitieron realizar una mejor estimación en cuanto al tamaño de Venus, el cual se consideraba más grande y mucho más cercano a la tierra, así mismo pudo realizar su propia estimación de la distancia que hay entre la Tierra y el Sol, ahora conocido como la unidad astrónomica(UA). Su cifra de 95 millones de kilómetros (59 millones de millas, 0,63 AU) está muy lejos de la estimación actual de 150 millones de kilómetros (93 millones de millas), pero en aquel tiempo su estimación era la más adecuada que cualquiera hecha por sus contemporáneos.
Un Tratado hecho por Horrocks, Venus in sole visa (Venus seen on the Sun, Venus visto en el Sol) fue publicado por Johannes Hevelius por sus propios medios en 1662. Esta publicación causó gran entusiasmo cuando fue presentado ante los miembros de la Royal Society, sociedad élite de Inglaterra, 20 años después de haber sido escrito, siendo evidente en la escritura la naturaleza entusiasta y apasionada de Horrocks', además incluía pasajes y comentarios pícaros con original poesía. Cuando habla acerca de la separación de un siglo de los tránsitos de Venus, él declama:
"...Thy return
Posterity shall witness; years must roll
Away, but then at length the splendid sight
Again shall greet our distant children's eyes".
Que quiere decir:
"... Tu regreso
La posteridad será testigo; que años deben pasar
Lejana en la vista distante del mágico momento
Saludaremos los ojos de nuestros niños una vez más".
En un momento de incertidumbre astronómica, cuando el mundo de los astrónomos no podía estar de acuerdo consigo mismos y los teólogos argumentaban contradicción con pasajes de las escrituras, Horrocks, siendo un hombre piadoso, siguió firmemente determinado por la ciencia.

Es un error decir que la ciencia más noble de las Estrellas es culpable de las incertidumbres sino que son las observaciones de algunas personas inciertas. Through no fault of its own it suffers these complaints which arise from the uncertainty and error not of the celestial motions but of human observations...I do not consider that any imperfections in the motions of the stars have so far been detected, nor do I believe that they are ever to be found. Far be it from me to allow that God has created the heavenly bodies more imperfectly than man has observed them.  - Jeremiah Horrocks

## Los tránsitos delsigloXVIII

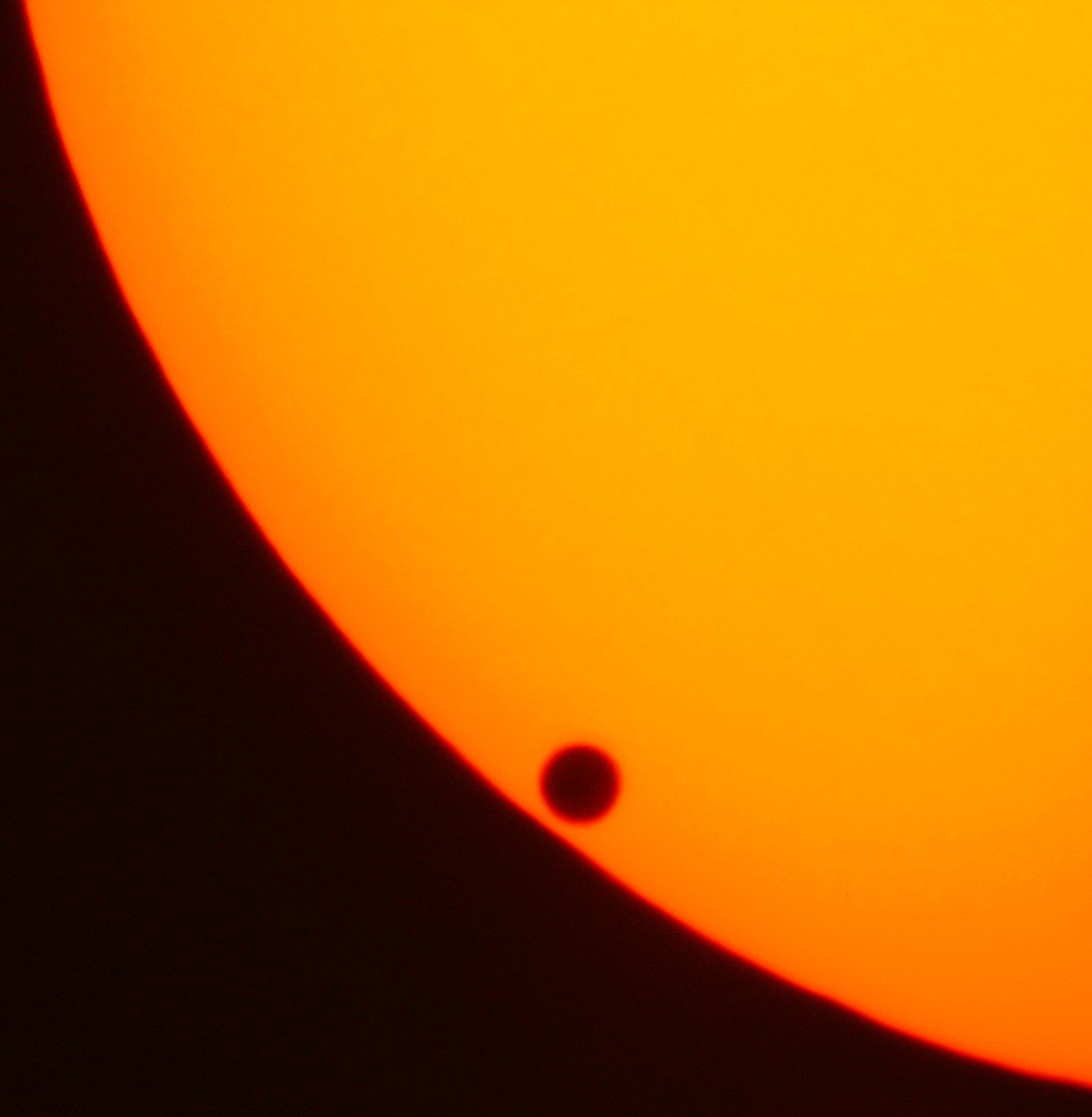
Tránsito de Venus del 8 de junio de 2004.

En 1716 el astrónomo inglés Edmund Halley envió a la Royal Society un método para medir la distancia Tierra-Venus y, a partir de ésta, la unidad astronómica (distancia Tierra-Sol) aprovechando el tránsito de Venus que se iba a producir en 1761. Astrónomos de todo el mundo, comisionados por sus gobiernos, se prepararon para la observación. Los británicos enviaron una expedición a Santa Helena y otra a Sumatra. Los franceses organizaron cuatro: Siberia, Viena, la isla Rodrigues (una de las islas Mascareñas, dependencia de Mauricio) y Pondicherry, en la India. Esta última volvió sin conseguir su objetivo debido a la guerra existente entre ingleses y franceses. En total, el tránsito fue observado desde unos 70 lugares distribuidos alrededor del globo terrestre, lo que representó la primera gran empresa científica internacional.
Los resultados obtenidos no estuvieron acordes con las expectativas. El mal tiempo en muchos de los lugares de observación, la dificultad de determinar con precisión la localización geográfica del lugar en que la observación se realizaba y el efecto de la gota negra (poco antes y poco después del contacto visual entre Venus y el Sol aparece un punto negro de unión entre ambos) dificultaron la aplicación del método de Edmund Halley. Notable es la observación registrada entonces por el científico ruso Mijaíl Lomonósov, quien al notar la refracción de los rayos solares en un halo "tan delgado como un pelo" en el lado opuesto al movimiento al inicio del tránsito, dedujo la existencia de una atmósfera en el planeta.
En la observación del tránsito del 3 de junio de 1769 hubo 150 observadores oficiales y otros muchos aficionados. Entre los observadores se encontraba el célebre capitán James Cook que realizaba el primero de sus viajes: pudo observarlo cómodamente desde dos observatorios ubicados en el llamado Fuerte Venus, en la isla de Tahití. Una de las observaciones con mejores resultados fue la realizada en la península de Baja California por el francés Jean-Baptiste Chappe d'Auteroche, a quien acompañaban los españoles Vicente de Doz y Salvador Medina y el novohispano Joaquín Velázquez Cárdenas de León.
En 1835 el director del observatorio de Berlín Johann Franz Encke obtuvo, a partir de los datos obtenidos en los tránsitos de 1761 y 1769, un valor de la paralaje solar de 8,57 segundos de arco, que correspondía a una distancia Tierra-Sol de 153 500 000 km.

## Los tránsitos delsigloXIX

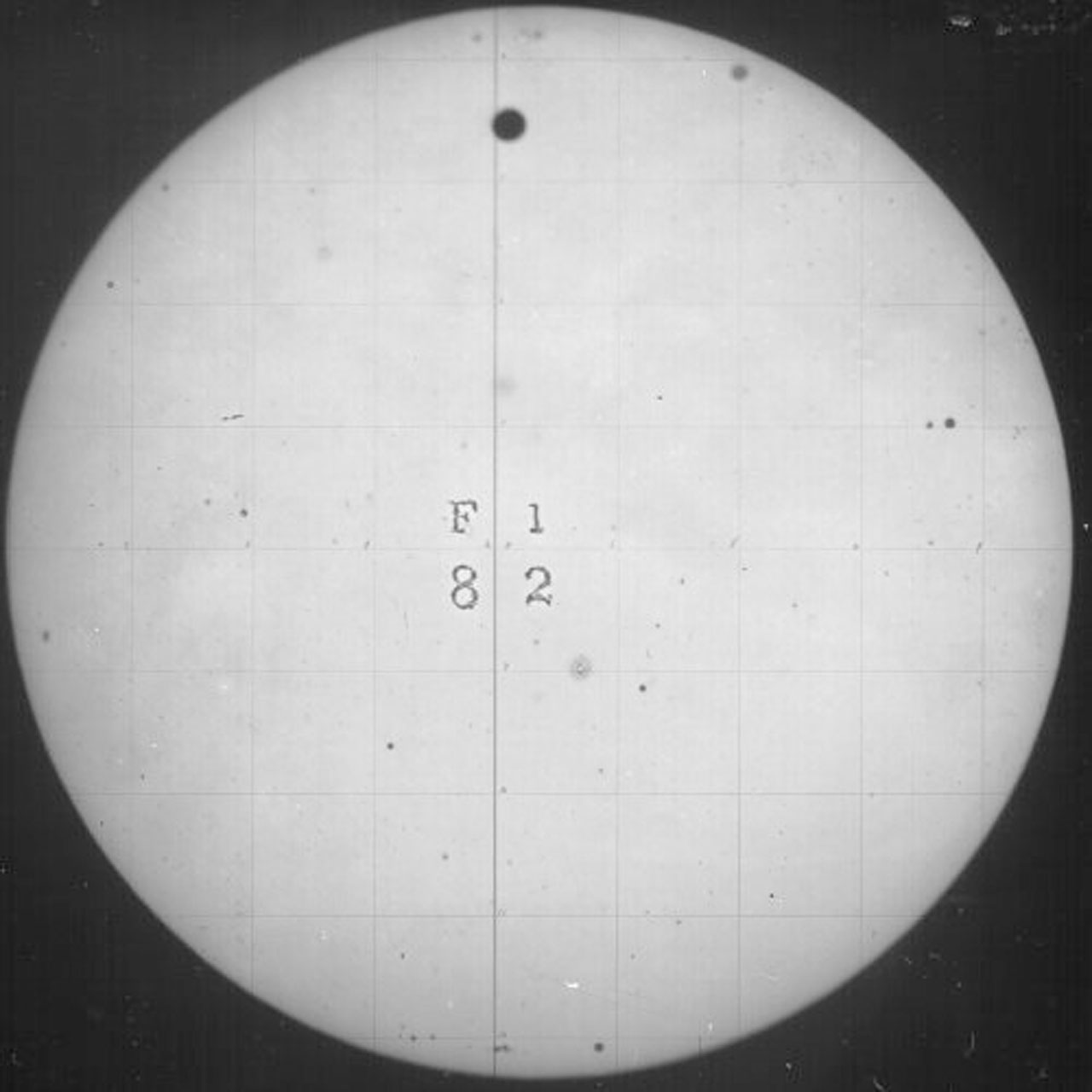
Tránsito de Venus de 1882

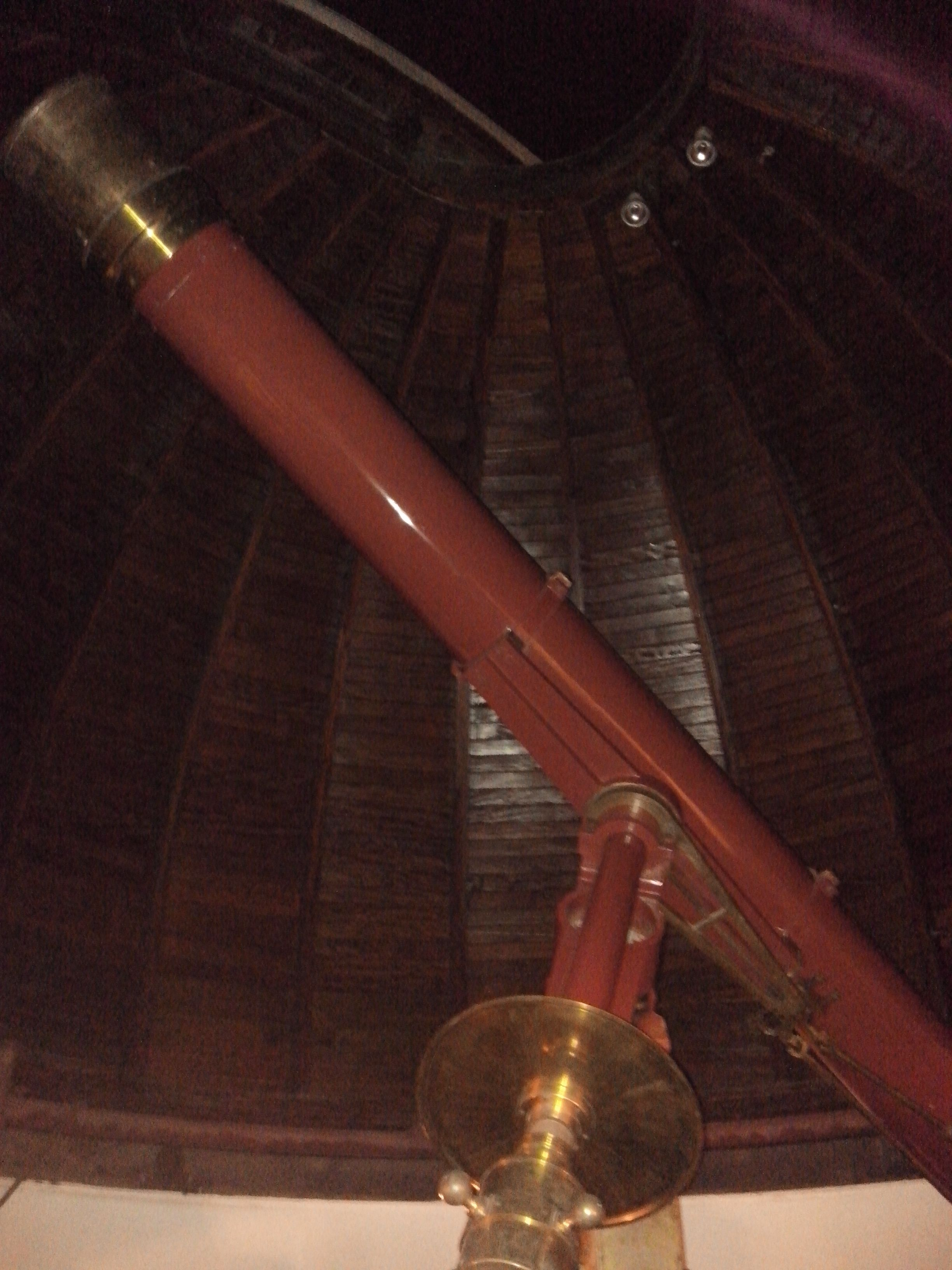
Telescopio Gautier utilizando durante el tránsito de 1882 en Argentina, hoy en día en funcionamiento en la Asociación Argentina Amigos de la Astronomía.

Los tránsitos de 1874 y 1882 fueron seguidos por cientos de observadores enviados por las academias científicas de multitud de países. Así, por ejemplo, Francia envió, entre otros, observadores a Nueva Caledonia, Pekín, Japón (el espectroscopista Jansen), Indochina y Nueva Zelanda, así como también hacia Argentina por encargo del Observatorio Astronómico de París que envió un telescopio Gautier de tipo telescopio refractor de 220 mm de apertura y 3300 mm de distancia focal para observar dicho evento. El Boletín de la Sociedad Astronómica de Londres recoge que se obtuvieron 3440 pruebas fotográficas de los distintos aspectos que ofreció el fenómeno. En 1874 hubo una expedición a Japón, presidida por la Comisión Mexicana encargada de observar el tránsito del planeta Venus por el disco del sol, el 8 de diciembre de ese año.
En el tránsito de 1882 participa España por primera vez de forma oficial, y con ese objeto el gobierno liberó un presupuesto de 20 000 pesetas para la adquisición de instrumentos, gastos de embalaje, etc. Se enviaron dos grupos de observadores, uno a Cuba y otro a Puerto Rico. Para las observaciones en la estación de Puerto Rico se disponía de:
- Un anteojo ecuatorial con objetivo de 6 pulgadas inglesas de abertura libre, con movimiento de relojería, ocular solar diagonal, micrómetro, etc., construido por Cooke.
- Otro anteojo ecuatorial de 4 pulgadas inglesas de abertura libre, construido por Secretan.
- Un anteojo Fronghton con objetivo de 3½ pulgadas inglesas, montaje ecuatorial, construido por Cooke y con ocular solar diagonal.
- Un instrumento de pasos de Repsold para la determinación del tiempo y la latitud
- Un péndulo sidéreo.
- Cuatro cronómetros.
- Un cronógrafo construido por Hipp.
- Una mesa telegráfica para fijar la longitud de los puntos de estación con referencia a un meridiano determinado
- Un sextante de Fronghton, con pie y horizonte.
- Un teodolito de Brunner, para alguna pequeña triangulación que sea necesario hacer.
- Un barómetro.
- Un psicrómetro.
- Un anemómetro, sistema Robinson.

Asimismo, el astrónomo Luís Cruls encabezó un equipo brasileño en sus observaciones del tránsito de Venus de 1882 en Punta Arenas, Chile, con el objeto de medir con precisión el paralaje solar. 